# Crataegus padifolia
Crataegus padifolia es una especie de planta del género Crataegus, perteneciente a la familia Rosaceae.

## Taxonomía
Crataegus padifolia fue descrita por Charles Sprague Sargent en 1908.

## Distribución
Se encuentra en el territorio de Arkansas, Misuri y Oklahoma.